# リッカルド・マルキッツァ
リッカルド・マルキッツァ（Riccardo Marchizza, 1998年3月26日 - ）は、イタリア・ローマ出身のサッカー選手。フロジノーネ・カルチョ所属。ポジションはディフェンダー。

## 経歴

### クラブ
1998年にローマで生まれ、2006年に8歳でASローマの下部組織に加入した。
2016年7月、プレシーズンのトレーニングキャンプでトップチームに招集され、FCアフマト・グロズヌイとの親善試合で決勝ゴールを挙げた。12月8日、UEFAヨーロッパリーグのAFCアストラ・ジュルジュ戦で後半44分にエメルソン・パルミエリとの交代で途中出場し、トップチームデビューを果たした。
2017年7月、グレゴワール・デフレルの移籍の一環で、ダヴィデ・フラッテージと共に総額800万ユーロの移籍金でUSサッスオーロ・カルチョに移籍した。2017年8月、セリエBのUSアヴェッリーノ1912にレンタル移籍した。2018年7月25日、FCクロトーネにレンタル移籍した。2019年7月15日、スペツィア・カルチョにレンタル移籍した。

### 代表
U-20イタリア代表として、2017 FIFA U-20ワールドカップに出場した。
2018年9月11日、U-21アルバニア代表戦でU-21イタリア代表デビューを果たした。

## 人物・エピソード
2020年10月12日、COVID-19検査で陽性反応を示した。